# Cláudio André Mergen Taffarel
Cláudio André Mergen Taffarel, «Taffarel» (Santa Rosa, Rio Grande do Sul, 5 d'agost de 1966) és un ex-futbolista brasiler. Campió de la Copa del Món dels Estats Units 1994 amb la selecció del Brasil.

## Trajectòria
Des de ben petit es va començar a interessar pels esports, tot i que no va ser fins als deu anys que va començar a interessar-se pel futbol. Així, va començar a jugar a l'equip de la seua ciutat natal, Crissiumal, poc després, però, va passar una prova amb l'Internacional de Porto Alegre, un dels equips més grans del Brasil.
Va ser un dels primers porters a traspassar fronteres quan a principis de la dècada dels 90 aterrà a Itàlia. On hi va jugar durant quatre temporades, tres al Parma i una al Reggiana. Després retornà al Brasil, on jugà durant tres temporades a l'Atlético Mineiro. Finalment, al Galatasaray SK assolí les seues fites més importants com a jugador d'equip, allà va guanyar una Copa de la UEFA l'any 2000 i una Supercopa d'Europa contra el Reial Madrid.

## Personal
Després d'un viatge al nord del Brasil, Taffarel, va adoptar vuit nens. Actualment, té quinze fills adoptius, a més de dos fills naturals, Claudio André i Catherine fruit del seu matrimoni amb Andrea.